# 양수 (체액)
양수(羊水, amniotic fluid)는 임신한 양막류 동물에 존재하는 구조물인 양막낭에 들어 있는 액체로, 안의 태아를 보호한다. 또한 모체와 태아 간에 영양소, 물, 생화학적 산물을 교환하는 과정을 촉진하는 역할도 한다.

## 발달
양수는 임신낭이 만들어질 때부터 존재하며 양막낭 안에 들어 있다. 모체의 혈장으로부터 만들어져 삼투압과 정수압에 의해 태아막을 통과하여 지나간다. 태아의 콩팥이 16주경에 기능을 시작하면 태아의 소변 역시 양수 유지에 기여한다. 태아의 소변만으로 양수가 구성된다고 생각되었던 시기도 있었으나 현재는 부정되었다.
양수는 태아의 조직과 피부로 흡수된다. 임신 22주에서 25주경 태아의 각질화가 일어난다. 이 과정이 임신 25주경 완료되면 피부로 들어가지 못하게 된 양수는 남은 임신 기간 동안 주로 태아의 창자를 통해 흡수된다.

### 부피
양수의 부피는 태아가 성장하면서 달라진다. 10주에서 20주경 양수의 부피는 대략 25mL에서 400mL로 늘어난다. 10주에서 11주경 태아의 호흡과 삼키기로 인해 양수의 양이 약간 줄어든다. 피부의 각질화가 완료되는 25주가 되기 전 소변 배설이나 삼키기는 모두 양수 양의 변화에 크게 영향을 미치지 못한다. 피부의 각질화가 끝나면 태아의 성장과 양수의 부피 간의 증가 관계가 끝나게 된다. 재태연령 28주경 양수의 부피는 최대치인 약 800mL에 도달하고, 42주에는 약 400mL까지 줄어든다. 일부 문헌에서는 출생 시의 양수 부피는 500~1000mL로 기술한다.

## 임상적 중요성

### 양수천자
양수천자는 산전진단, 즉 산모나 아기에게 문제가 있는지 확인하기 위한 검사 중 하나로 주로 아기의 유전병 유무를 확인하기 위해 시행한다. 태아의 감염 여부나 폐 성숙도를 평가하기 위해서도 시행할 수 있다. 검사를 위해 산모의 복부에 가는 바늘을 찔러 넣어, 태아를 둘러싸고 있는 막인 양막을 뚫고 양수를 얻는다. 양수 안에는 태아의 세포가 들어가 있으므로 유전적 이상을 검색하기 위해 핵형 검사나 DNA 분석을 실시할 수 있다. 일반적으로 임신 15주에서 20주 사이의 제2삼분기에 실시한다.

### 분석
양수 분석은 아기의 전반적인 건강 상태와 재태연령, 생존 가능성 등 많은 정보를 알려줄 수 있다. 이는 양수 안에 아기가 대사 후에 내보낸 노폐물이나 재태연령, 폐 성숙도를 평가하는 데에 이용하는 여러 물질들이 들어 있기 때문이다. 또한 태아의 세포도 양수 안에 포함되어 있으므로 유전적 이상을 검사하는 데에 이용할 수 있다.
양수의 pH는 정상적으로 7.0에서 7.5 사이이다. 상부 질의 pH는 보통 3.8~4.5로 산성이므로, 임신 시 투명한 질액이 나오는데 질 pH 검사에서 4.5보다 높다는 결과가 나올 경우 양막파열을 보다 강하게 의심해 볼 수 있다. 또 다른 검사로는 조기양막파열을 진단하기 위한 니트라진 검사나 양치형성검사가 있다.

### 줄기세포 연구
여러 연구들에서 양수 안에 상당한 양의 줄기세포가 들어 있다는 것을 밝혀낸 바 있다. 이러한 양수줄기세포는 다능성을 보여 여러 가지 조직으로 분화할 수 있는데, 이는 향후 인간의 치료에 유용하게 적용될 가능성이 있다. 또한 일부 연구자들은 양수가 비배아성 줄기세포도 많이 함유하고 있다는 것을 발견했다. 비배아성 줄기세포는 뇌, 간, 뼈 등 여러 가지 서로 다른 종류의 세포로 분화하는 능력이 있다고 알려져 있다.

## 같이 보기
- 액체 호흡